# Data della creazione

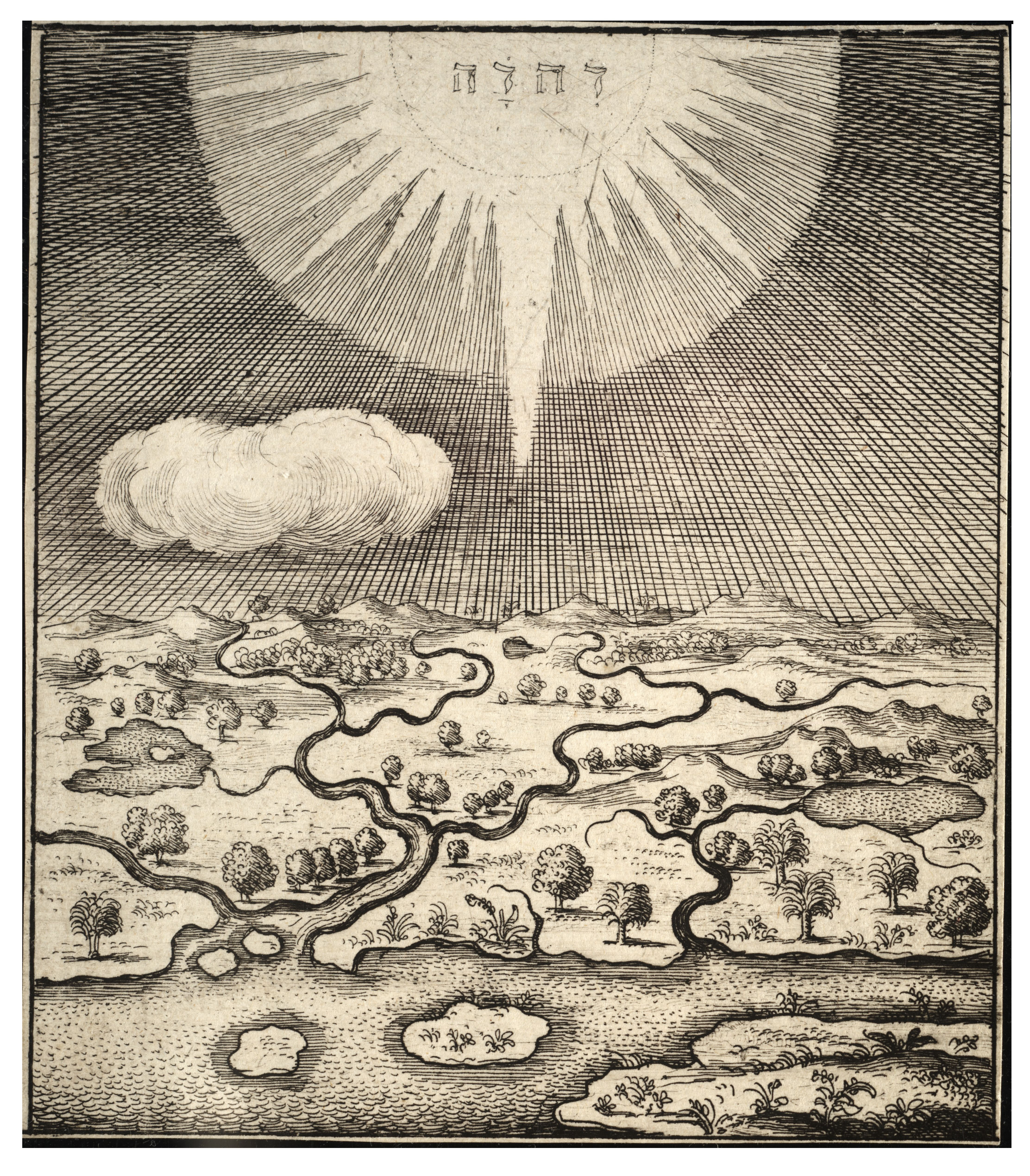
Creazione della Terra secondo la descrizione della Genesi.

Molte tradizioni religiose fissano una data della creazione del mondo ad una data ben precisa, desunta dalla propria mitologia o dai propri libri sacri. Anche nelle tradizioni in cui l'universo è considerato eterno, ma ciclico, come l'induismo o la religione dei Maya, c'è una data d'inizio, che è quella iniziale del ciclo attuale.

## Ebraismo e cristianesimo
Fino al XIX secolo circa la grande maggioranza degli ebrei e dei cristiani credeva nella verità letterale del racconto della Bibbia, e quindi anche che il mondo fosse stato creato da Dio nell'arco di soli sei giorni. La convinzione, però, che i sei giorni fossero da interpretare in senso allegorico è antichissima, e compare già in una fonte autorevole come la Lettera di Barnaba, scritta fra il 70 e il 132, e perciò contemporanea alla redazione degli ultimi libri del Nuovo Testamento. Poco dopo Clemente Alessandrino introdusse l'idea di una creazione simultanea, descritta dalla Bibbia in sei giorni per pura convenienza letteraria. Origene, invece, interpretò tutto il racconto in modo esclusivamente allegorico. L'opinione di Clemente Alessandrino fu seguita anche da sant'Agostino, che intende allegoricamente la successione e la distribuzione delle opere nei sei giorni e anche san Tommaso d'Aquino riconobbe la legittimità di questa opinione, anche se entrambi non ne rinnegano il senso letterale. 
Oltre ad affermare che l'universo non è eterno ma ha avuto una data di inizio, la Bibbia fornisce indicazioni che consentirebbero di collegare la creazione con la cronologia storica, sempre che il testo biblico sia interpretato letteralmente.
Diversi autori, quindi, hanno ricostruito l'età del mondo dalle indicazioni della Bibbia, ottenendo risultati diversi. Per esempio:
- 1º settembre 5509 a.C. secondo la tradizione bizantina;
- 5199 a.C. secondo Eusebio di Cesarea (datazione molto diffusa in Occidente nel medioevo);
- 23 ottobre 4004 a.C. a mezzogiorno in punto, secondo una popolare approssimazione della datazione di James Ussher (datazione molto diffusa fra i protestanti);
- 29 marzo o 22 settembre 3760 a.C. secondo l'ebraismo rabbinico (il calendario ebraico inizia però dal 6 ottobre del 3761 a.C., data considerata capodanno dell'anno 1, anche se nulla ancora esisteva).

La grande disparità fra questi calcoli è dovuta a tre fattori: la notevole diversità di alcune durate fra il testo masoretico della Bibbia e quello dei Settanta, la difficoltà d'interpretare in modo univoco la durata di periodi non specificati esplicitamente, ed il fatto che il calendario rabbinico accorcia di 166 anni circa la durata della dominazione persiana.
Al giorno d'oggi l'interpretazione letterale della Bibbia è sostenuta soltanto dai cosiddetti creazionisti. Gli studi più recenti, soprattutto quelli di Carsten Peter Thiede, hanno mostrato che la cronologia biblica del regno di Giuda è in buon accordo con le fonti egiziane, assire e babilonesi. Non c'è, tuttavia, accordo su quale sia il secolo in cui il passato mitologico sfuma nel racconto storico. Il criterio con cui il testo biblico ha stabilito le date più antiche è tuttora ignoto e molte ipotesi sono state fatte, non dimenticando che molti numeri biblici sono chiaramente simbolici.

## Maya
Il calendario maya pone l'inizio della quarta era del mondo al 13 agosto del 3114 a.C. e dell'attuale quinta era al 21 dicembre del 2012. Ciascuna era dura esattamente 1 872 000 giorni (pari a circa 5126 anni) e l'attuale è la quinta. Calcolando a ritroso si ottiene quindi come data d'inizio della prima era il 29 novembre 18490 a.C..

## Induismo
Secondo l'induismo Purana, la creazione avvenne 155 miliardi di anni fa (50 "Anni di Brahma").
Ma non c'è un vero inizio nemmeno nell'induismo.

## Buddhismo e New Age
Per Il buddhismo e la New Age l'universo esiste da sempre e per sempre, senza inizio né fine, anche se la Terra e altri oggetti celesti hanno inizio e fine.

## Tabella riassuntiva
| 29 marzo o 22 settembre 3760 a.C. | Ebraismo                                            |
| 23 ottobre 4004 a.C.              | Cristianesimo (James Ussher)                        |
| 5199 a.C.                         | Cristianesimo (Eusebio di Cesarea, Maria de Agreda) |
| 1º settembre 5509 a.C.            | Cristianesimo (chiesa ortodossa)                    |
| 29 novembre 18490 a.C.            | Maya (prima era)                                    |
| 155 miliardi di anni fa           | Induismo Purana                                     |
| Eternità                          | Buddhismo, New Age                                  |